# Eszék villamosvonal-hálózata
Eszék villamosvonal-hálózata (horvát nyelven: Tramvajski promet u Osijeku) Horvátország Eszék városában található. Összesen 2 vonalból áll, a hálózat teljes hossza 12 km. Üzemeltetője a Gradski prijevoz putnika Osijek.
A vágányok 1000 mm-es nyomtávolságúak, az áramellátás felsővezetékről történik, a feszültség 600 V egyenáram. 

## Története
A lóvasút, amely az első volt Horvátországban, 1884. szeptember 10-én indult meg, a villamosítás 1926-ban történt meg. 2008-ban elektronikus jegyrendszert vezettek be BUTRA néven.

## Útvonalak
- 1: Višnjevac – Trg A. Starčevića – Zeleno Polje
- 2: Trg A. Starčevića – Mačkamama – Bikara